# 俄羅斯聯邦財政部
俄羅斯聯邦財政部 (俄语：Министерство финансов Российской Федерации)，又稱MinFin （俄语：Минфин России），是俄羅斯政府負責財政政策和金融領域綜合管理的部門。

## 歷史
俄羅斯的財政管理機構最早是根據葉卡捷琳娜二世的敕令於1780年10月24日成立的，即“國家稅收遠征”，這實際上是俄羅斯建立國家財政當局的開始。
其後，在亞歷山大一世皇帝發表“關於各部委的批准”宣言後成立了幾個部門，其中便包括了俄羅斯帝國財政部。
在蘇聯，該部更名為蘇聯財政部（英語：MOF USSR），合併了蘇聯各共和國的財政部，特別是俄羅斯聯邦財政部。
根據1991年11月11日俄羅斯聯邦總統令（第190號總統令），財政部與俄羅斯經濟部合併，新的部被稱為俄羅斯聯邦共和國經濟和財政部。根據俄羅斯聯邦蘇維埃共和國政府（後來的俄羅斯政府）於1991年11月15日（第8號決議）的決議，財政部的業務和組織轉移到蘇維埃聯邦社會主義共和國俄羅斯經濟和財政部。
從1991年12月25日至1992年2月19日，該部被稱為經濟和財政部。根據1992年2月19日第156號總統令，它再次分為兩個部門-經濟部和財政部。
由於2014年克里米亞危機，一些西方國家開始針對俄羅斯實施制裁，禁止某些俄羅斯人進行個人金融交易。在這些受制裁的個人中，包括了Arkady Rotenberg和Boris Rotenberg，他們也恰好是某些俄羅斯銀行的股東。3月24日，Mastercard和Visa在數小時內拒絕在這些銀行進行的交易，原因是因為他們誤解了制裁文件。時任俄羅斯財政部長安東·西盧阿諾夫在3月26日對記者說，他已經重新制定了製定一項在結算服務中斷後，使用Mir (支付系統)減少了對Visa和MasterCard的依賴。Siluanov 說：“Visa和Mastercard對一家銀行的支付限制讓我們開始非常認真地思考如何才能保護自己免受此類案件的侵害。” 而俄羅斯總統弗拉基米爾·普京在第二天在與立法院的會議上表示：“這不是我們的決定。我們需要捍衛我們的利益。我們會這樣做。某些公司已經決定...限制。我認為這只會導致他們失去一個非常有利可圖的市場。”

## 結構

### 部門
- 行政管理部
- 預算政策和方法部
- 稅收政策和海關時間表部門
- 國家債務和國家金融資產部
- 金融政策部
- 區域預算部
- 國家財務控制、審計、會計和記錄監管部門
- 法律部
- 軍事和執法部門和國防秩序領域的預算政策部
- 行政部門
- 社會福利和科學領域的預算政策部
- 國家管理、司法和公共服務領域的預算政策部
- 聯邦預算制定和執行部
- 國際金融關係系
- 預算和州和地方財政管理領域的信息技術系
- 交通、道路、自然資源和農業領域的預算政策部
- 創新、民用工業、能源、通信和公私合作領域的預算政策部

### 下屬機關
- 聯邦稅務局
- 聯邦國家財產管理局
- 聯邦財政部
- 聯邦海關總署
- 聯邦酒類市場監管局
- Gokhran
- Goznak